# Lakeside (hrabstwo San Patricio)
Lakeside – miasto w Stanach Zjednoczonych, w stanie Teksas, w hrabstwie San Patricio.